# Isidore Philipp

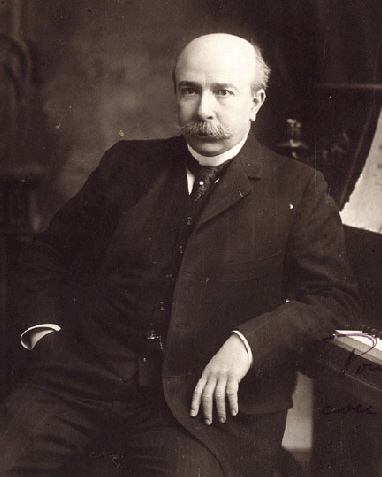
Isidore Philipp

Isidor (auch Isidore) Edmond Philipp (* 2. September 1863 in Budapest, Kaisertum Österreich; † 20. Februar 1958 in Paris) war ein ungarischer Pianist und Musikpädagoge.

## Leben und Wirken
Isidore Philipp kam als Kind nach Paris. Dort studierte er Klavier am Pariser Konservatorium bei Georges Mathias, einem Schüler Chopins und gewann 1883 den Abschlusspreis. Am Konservatorium lernte er Claude Debussy kennen, mit dem er bis zu dessen Tod eng befreundet blieb. Daneben studierte er bei Camille Saint-Saëns, Stephen Heller und dem Liszt-Schüler Théodore Ritter. 1890 debütierte er als Klaviersolist in London.
Er gründete mit Henri Berthelier (1856–1918) an der Violine und dem Cellisten Jules-Léopold Loeb (1852–1933) ein Kammermusik-Trio, mit dem er rund zehn Jahre lang durch Europa tourte. 1893 kehrte Isidore Philipp an das Pariser Konservatorium zurück, um selbst zu unterrichten, wo er 1903, als er die französische Staatsbürgerschaft angenommen hatte, ordentlicher Professor wurde und bis 1934 lehrte. Daneben unterrichtete er auch am Amerikanischen Konservatorium in Fontainebleau. Zu seinen Schülern zählten Aaron Copland, Guiomar Novaes, Wilfrid Pelletier, Albert Schweitzer, Alexander Tscherepnin, Henriette Puig-Roget, Soulima Strawinski und Beveridge Webster. 1940 emigrierte Philipp in die USA, wo er sich mit Unterstützung seines ehemaligen Schülers Dwight Anderson zunächst in Louisville niederließ. Später unterrichtete er in New York und Montreal. 1955 gab Philipp in Paris zweiundneunzigjährig sein Abschiedskonzert.
1977 wurde unter dem Dach der American Liszt Society an der University of Louisville ein Philipp-Archiv gegründet, das neben Kompositionen Philipps, Presseberichten und Fotos Autographen von über zweihundert Briefen von Philipp an seine Schüler sowie von Briefen bekannter Komponisten wie Ferruccio Busoni, Franz Liszt, Jules Massenet und Camille Saint-Saëns enthält. Von seinen klavierpädagogischen Werken ist besonders eine fünfbändige Schule der Klaviertechnik zu nennen.

## Kompositionen
- Rêverie mélancolique
- Sérénade humoristique
- Concertino pour 3 pianos
- Suite pour 2 pianos

## Veröffentlichungen
Philipp hat eine Reihe von Technikstudien für das Klavier veröffentlicht, darunter:
- École du mécanisme (Lyon, Janin et Fils, 1900)
- Exercices de tenue (Paris, Heugel, 1904)
- Gradus ad Parnassum (10 fascicules, Paris, Leduc, 1911–1914)
- Petit Gradus ad Parnassum (Leduc, 1913–1914)
- Technique journalière du pianiste (Heugel, 1929)
- Exercices pour l’enseignement moderne du piano (Paris, Salabert, 1933)
- Nouveaux exercices préparatoires pour l’enseignement supérieur du piano (Paris, Eschig, 1937)
- Exercices sur les touches noires (Eschig, 1942)